# Calvenzano (Caselle Lurani)
Calvenzano è un centro abitato d'Italia, frazione del comune di Caselle Lurani.

## Società

### Religione
Il centro abitato di Calvenzano è sede di una parrocchia della diocesi di Lodi dedicata alla Natività della Beata Vergine Maria, eretta nel 1952.